# Patricia Crowther
Patricia Crowther (* 14. Oktober 1927 in Sheffield, Yorkshire, England) ist seit den 1960er Jahren eine vorherrschende Fürsprecherin des Wicca als Hexe und Hohepriesterin. Sie hat darüber mehrere Bücher verfasst, Vorträge gehalten und die erste Radioserie über Hexerei moderiert. Sie wurde durch Gerald Brousseau Gardner in die Hexerei eingeführt, um seine geistige Erbin zu werden, die „Renaissance der ‚Alten Religion‘ zu fördern und um die Menschheit aufzuklären“. Hierzu hatte sie im ganzen Vereinigten Königreich florierende Wicca-Coven gegründet.

## Jugend und Ausbildung
Patricia Dawson wurde in Sheffield, Yorkshire, England geboren. Ihre Urgroßmutter stammte aus der Bretagne und war eine Kräuterkennerin und Hellseherin, die auch die Zukunft vorhersagte. Ihre Großmutter Elizabeth (Tizzy) Machon (Mädchenname) war eine sehr kleine Frau, deren Familienname „Fee“ bedeutet. Die Familie Dawson wohnte Tür an Tür zu einer Palmistin, Madame Melba, die vorausgesagt hatte, dass Patricia große hellseherische Kräfte erlangen würde. In ihrer Kindheit hatte sie symbolisch erste Kontakte zur Feenwelt und Zauberei, denn auf einer Kindergeburtstagsfeier wurde sie ausgewählt, die Mondfee zu spielen und sich auf einen erleuchteten Halbmond zu setzen (die Göttin mit Halbmond ist oft symbolisch die Göttin Diana). Als Geburtstagsgeschenk erhielt sie einen goldenen Schlangenarmreif als Symbol der Weisheit, des Lebens und der Wiedergeburt. Sie trat auch als Robin Hood auf und spielte in einer Revue (Legende der Mondgöttin) mit.
Als sie 30 Jahre alt war, führte ein Hypnotiseur Patricia in ihr vorheriges Leben zurück, als Hexe Polly, 66 Jahre alt im Jahr 1670. Als Hexe Polly offenbarte sie, dass sie in einer Hütte mit einer Katze, einem Frosch, einer Ziege und einer Henne gelebt hatte und Zaubersprüche für fremde Leute dichtete, die sie aber nicht leiden konnte. Sie hat unter Hypnose mehrere Zaubersprüche, die sich alle reimten, vorgetragen und Anweisungen zum Gebrauch gegeben, obwohl sie selbst als Patricia keinerlei Kenntnis von solchen Sprüchen hatte. Mehrere Experten bestätigten die Authentizität der alten Sprüche. Bei weiteren Hypnosen wurde sie zurückgeführt in ein anderes ehemaliges Leben, als Priesterin einer mächtigen Göttin. Ihre Eltern waren in der Lage, sie im Singen, Tanzen und Schauspielen auszubilden, sie reiste durch das ganze Vereinigte Königreich. Als sie 1954 an einem Theater in Birmingham spielte, sagte ihr ein Wahrsager, dass sie in zwei Jahren ihren zukünftigen Ehemann namens Arnold über dem Meer treffen würde, was für sie damals vollkommen phantastisch und unmöglich erschien. Jedoch ergab es sich im Sommer 1956, dass sie ein Engagement auf der Isle of Wight erhielt und dort Arnold Crowther (1909–1974) kennenlernte, der als Magier und Bauchredner in derselben Show mitspielte. Als er ihr Interesse an der Hexerei entdeckte, stellte er sie seinem persönlichen Freund Gerald Gardner vor. Schon einige Jahre vorher hatte Gardner ihm prophezeit, dass er eine Frau mit Feen-Haaren treffen würde, die ihn in die Hexerei einführen sollte.

## Verbindungen mit Wicca ab 1960
Nach mehreren Treffen mit Gardner hat dieser sie in die Hexerei am 6. Juni 1960 eingeführt. Die Initiation fand im privaten Magischen Zimmer von Gardner, dem obersten Stock einer Scheune neben seinem Heim in Castletown auf der Isle of Man, statt. Patricia hat anschließend Arnold initiiert. Von Gardner erhielt sie Ritualwerkzeuge und Schmuck, insbesondere eine Korallenhalskette, überreicht. Während des Ritus hatte Patricia eine tiefgreifende und kraftvolle Trance-Erfahrung. Sie sah sich als wiedergeborene Priesterin der Mondmysterien, eingeweiht durch heulende, nackte Frauen, die durch ihre gespreizten Beine liefen. Am 8. November 1960 wurden Patricia und Arnold in einer privaten Zeremonie, die von Gardner geleitet wurde, verheiratet. Alle Personen standen nackt im Kreis und hielten sich an den Händen. Am nächsten Tag fand dann die staatliche Trauung statt. Schon nach kurzer Zeit fand die Presse die außergewöhnlichen Umstände der Hochzeit heraus und hat ausführlich darüber publiziert.

## Gründung des Sheffield Covens
Die Crowthers ließen sich in Sheffield nieder. Am 11. Oktober 1961 erhielten beide die Initiation in den Zweiten Grad und am 14. Oktober wurde Patricia zur Hohepriesterin ernannt. Die Medien suchten eifrig den Kontakt mit Patricia. Als sie gefragt wurde, ob sie sich mit anderen Leuten treffen würde, die Interesse an Hexerei hätten, antwortete sie mit ja. Die Nachrichtenschlagzeile des übereifrigen Reporters lautete dann: „Hexe sucht Rekruten für Coven!“, was viele Anfragen erzeugte. Die Crowthers initiierten das erste Mitglied ihres Sheffield Covens im Dezember 1961, andere folgten im Laufe der Zeit. Nebenbei lernten sie weiter von Gardner. Auch eine alte Frau namens Jean, die im Fernsehen Patricia gesehen hatte, meldete sich bei ihr und weihte sie in ein angeblich 300 Jahre altes Geheimnis einer alten Tradition ein.

## Medienarbeit
Die Crowthers gaben viele Interviews und förderten in Diskussionen das Verständnis für die Hexerei. Sie schrieben zwei Bücher The Witches Speak (1965, 1976) und The Secrets of Ancient Witchcraft (1974). Für Radio Sheffield produzierten sie die erste Radioserie in Großbritannien über Hexerei, A Spell of Witchcraft, die am 7. Januar 1971 erstmals auf Sendung ging. Sie verfassten Ritualsprüche, Geisteraustreibungen, jahreszeitliche Rituale, Musik und Gedichte zum Thema Hexerei. Ihre Artikel sind in zahlreichen Zeitschriften einschließlich Prediction, Gnostica, New Dimensions und The Lamp of Thoth erschienen. Patricia erscheint auch häufig als Gast in Radiosendungen und Fernsehshows und versucht, Missverständnisse über die „Alte Religion“ und die moderne Hexerei auszuräumen und die Gleichberechtigung der Frauen zu festigen. 1978 vertrat sie als Wicca-Repräsentantin das Vereinigte Königreich auf einer internationalen Konferenz in Barcelona. Neben ihren Hexenaktivitäten tritt sie weiterhin beruflich als Sängerin, Zauberin und Puppenspielerin auf.

## Bibliografie
- 1965: The Witches Speak. (with Arnold Crowther) (Athol Publications)
- 1973: Witchcraft in Yorkshire. (Dalesman), ISBN 0-85206-178-1.
- 1974: Witch Blood (The Diary of a Witch High Priestess). (House of Collectibles), ISBN 0-87637-161-6.
- 1981: Lid off the Cauldron: A handbook for witches. (Muller), ISBN 0-584-10421-9.
- 1992: The Zodiac Experience. (Samuel Weiser Inc), ISBN 0-87728-739-2.
- 1992: The Secrets of Ancient Witchcraft With the Witches’ Tarot. (Carol Publishing), ISBN 0-8065-1056-0.
- 1992: Witches Were for Hanging. (Excalibur Press of London), ISBN 1-85634-049-X.
- 1998: One Witch’s World. (Robert Hale), ISBN 0-7090-6222-2 (published in America under the title High Priestess. Apart from the title, they are the same book) (Phoenix Publishing), ISBN 0-919345-87-5.
- 2002: From Stagecraft to Witchcraft: The Early years of a High Priestess(Capall Bann), ISBN 1-86163-163-4.
- 2009: Covensense. (Robert Hale), ISBN 978-0-7090-8720-5.